# 단군론
단군론(檀君論)은 최남선이 1926년 3월 3일부터 1926년 7월 25일까지 『동아일보』에 연재된 글로 일본인들이 만들어낸 식민사관에 맞선 논문이다.
대체적으로 단군부정론에 대응하여 단군이 실재함을 논증하기 위해 집필하였다. 단군신화의 곰과 호랑이를 두 종족이 갖는 토템으로 해석하였으며, 고조선의 건국지는 한반도 내로 추정하였다. 최남선은 단군론이 진행되면서 고조선은 제정일치 사회임을 주장하였고, 단군을 보편적인 종교, 문화적인 존재로 인식하였다.

## 단군긍정론
1910년대 조선총독부에서 검정한 『신찬대일본제국사략』에는 병합 초반 정치·사회적으로 영향력이 컸던 재한일본인들이 병합을 정당화하고자 했던 의도가 내포되어 있다. 이 당시 일본 역사학계와 조선총독부가 단군을 부정하는 상황에서 단군에 대한 서술이 교과서에 들어간 것은 재한일본인을 중심으로 한 단군긍정론이 있었기 때문이다.

## 단군부정론
단군조선을 부정하는 일제식민사학의 첫 기록은 일본의 사학자 동경제대의 시라토리 쿠라키치(白鳥庫吉)교수가 1894년 단군고에서 단군사적은 불교설화에 근거하여 가공한 선담이라 했고 이어서 나카 미치요(那珂通世)가 1897년 사학잡지 5·6집에 발표한 조선고사(朝鮮古史)라는 논문에서 '단군왕검은 불교승도(삼국유사를 지은 일연대사를 지칭)의 망설이요, 날조된 신화"라고 조작했고, 그에 이어 1902년 이마니시류(今西龍)의 「단군고」등이 뒷받침하여 단군을 철저히 부정했다.
일본인 학자들의 이와 같은 단군부정론은 1910년 이후 조선총독부 설치와 함께 체계적으로 본격화되었다. 단군신화는 한마디로 일제식민사학의 산물이다. 일제가 단군을 신화로 끌어내려 말살한 근거는 '삼국유사' 고조선조에 보이는 일웅일호(一熊一虎), 동혈이거(同穴而居), 신웅(神雄), 웅녀(熊女) 등과 같은 이야기를 중요한 근거로 제시하였다.
하지만 학계에서는 '일웅일호'는 한 마리의 곰과 한 마리의 범을 가리킨 것이 아니라 한 웅부족과 한 호부족을 가리킨 것으로 보고 있다. 증거로 요순시대의 기록인 '서경' 순전(舜典)에는 '순임금의 어진 신하로서 주(朱)·호(虎)·웅(熊)·비 등 네 신하가 있었다'는 내용이 실려 있다는 것과 사마천 '사기' 오제본기(五帝本紀)에는 황제(黃帝)의 용맹한 전사 중에 웅·호 등의 이름이 들어 있다는 것이다.
이런 자료들은 이시기에 호나 웅이 범이나 곰을 가리키는 말이 아니라 부족 또는 사람의 이름으로 널리 사용되었던 것을 입증하기에 충분하다는 것이다. 특히 상고시대 사람들은 '혈거이소처(穴居而巢處)'라고 하여 높은 지대에서는 굴을 파고 살고 낮은 지대에서는 나무를 얽어맨 곳에 올라가 살았으므로 웅족과 호족이 당시 함께 혈거생활을 했던 사실을 나타내고 있다는 것이고 '동혈이거'는 곰과 범이 같은 동굴에서 살았다는 것이 아니고 웅부족과 호부족이 같은 지역에서 함께 살았던 사실을 말하는 것으로 비정한다.
환웅(桓雄)에 대해 신웅(神雄)으로 표현한 것은 그가 인간이 아닌 신이 라는 의미가 아니고 신성한 인간이란 뜻이다. 예컨대 맹자는 인간을 선인(善人)·신인(信人)·미인(美人)·대인(大人)·성인(聖人)·신인(神人)의 여섯 단계로 분류하여 말하였다. 환인·환웅의 환(桓)은 공자를 죽이려 했던 것으로 기록된 춘추시대 송나라에 사마(司馬)란 직을 가진 '환퇴'의 경우에서 보듯이 춘추시대까지도 환족(桓族)이 존재했다. 따라서 한국말로는 '한','하늘'과 통하고 '태양'을 지칭하기도 하는 환은 태양 또는 하늘을 숭배하던 부족명칭으로 보는 것이 타당하다는 것이다.
'웅녀와 환웅이 혼인하여 단군을 낳았다'는 표현은 환웅이 곰이 여자로 변한 '곰녀'와 결혼하여 아들을 낳았다는 것이 아니고 웅족가문에서 자란 웅녀와 환족의 추장인 웅의 결합에 의하여 단군이 탄생한 것을 말한 것이다.웅녀가 '곰녀'가 아닌 웅씨가문의 따님을 지칭한다는 것은 주(周)나라 태왕(太王)의 부인 강씨(姜氏)를 강씨부인이라 하지 않고 '여'자 앞에 강자를 붙여 강녀(姜女)라고 한 '시경'과 '맹자'의 내용에서도 알 수 있다는 것이다.

## 같이 보기
- 최남선

## 참고 자료
- 「최남선 단군론의 전개와 그 변화 - 단군(檀君)에서 단군(壇君)으로」, 이영화 저, 한국학중앙연구원